# مقاطعة غاردن (نبراسكا)
مقاطعة غاردن (بالإنجليزية: Garden County)‏ هي إحدى مقاطعات ولاية نبراسكا في الولايات المتحدة الأمريكية.